# Wrohm
Wrohm là một đô thị thuộc huyện Dithmarschen, trong bang Schleswig-Holstein, nước Đức. Đô thị Wrohm có diện tích 11,45 km², dân số thời điểm 31 tháng 12 năm 2006 là 738 người.